# Jacinte Giscard d'Estaing
Pour les autres membres de la famille, voir Famille Giscard d'Estaing.
Jacinte Giscard d’Estaing, née le 3 mai 1960 dans le 15e arrondissement de Paris et morte le 16 janvier 2018 dans le 16e arrondissement, est une vétérinaire française passionnée d'équitation. Elle devient connue du grand public en 1974, lors de la campagne présidentielle de son père, Valéry Giscard d'Estaing. 

## Biographie

### Famille
Jacinte Marguerite Marie Giscard d'Estaing compte de nombreux ancêtres célèbres, outre son père. Par celui-ci, elle descend entre autres d’Edmond Giscard, de Jacques Bardoux, de Georges Picot, de Jean-Pierre de Montalivet, de Camille de Montalivet et d’Adélaïde de Saint-Germain, fille bâtarde présumée de Louis XV. Par sa mère, elle descend d’Henri Schneider, de Charles-Ferdinand d'Artois — duc de Berry, fils de Charles X —, de Michel Le Tellier et de Louvois. 
Jacinte Giscard d’Estaing naît le 3 mai 1960 à Paris 15e, dernier enfant de Valéry Giscard d'Estaing et d'Anne-Aymone Sauvage de Brantes, après Valérie-Anne, Henri et Louis.
Âgée de 14 ans, Jacinte Giscard d’Estaing apparaît sur la première affiche de campagne de son père en 1974. Le slogan de l'affiche est : « La paix et la sécurité ».
Elle épouse le 7 avril 1979 à Authon (Loir-et-Cher) — où son père décédera et où sa mère possède le Château de l'Étoile — Philippe Jean-Marie Guibout (né en 1950), architecte, dont elle divorce par la suite. Ils ont un fils, Martin, né en 1991.

### Carrière professionnelle
Elle étudie au lycée Sainte-Marie de Neuilly puis à l'École nationale vétérinaire d'Alfort. Titulaire d'un certificat d'études approfondies vétérinaires (CEAV) en médecine du comportement des animaux domestiques, elle devient vétérinaire.
Passionnée d’équitation depuis l'enfance, elle crée à l'âge de 27 ans le Paris Horse Show, puis organise pendant dix-neuf ans le Jumping international de Paris-Bercy. En 1990, elle lance Poneyland, qui gère plusieurs poney clubs.
Elle devient par la suite commissaire générale du Generali Open de France, qui regroupe chaque été près de 15 000 cavaliers à Lamotte-Beuvron (Loir-et-Cher) lors des Championnats de France poneys et clubs.

### Mort
Elle meurt le 16 janvier 2018, des suites d'une longue maladie,. Elle est inhumée le 23 janvier suivant à Authon, au sein de l'enclos voisin au cimetière communal, dans la plus stricte intimité familiale. Son père, après sa propre mort le 2 décembre 2020, est inhumé à ses côtés.